# 2009-es konföderációs kupa (döntő)
A 2009-es konföderációs kupa döntőjét 2009. június 28-án 20:30-tól játszották Johannesburgban. A két résztvevő az Egyesült Államok és Brazília volt.
A mérkőzésen a félidőben az amerikai csapat 2–0-ra vezetett, de a brazilok a második félidőben három gólt szereztek, és megnyerték a tornát.

## A mérkőzés
| 2009. június 28. 20:30 |

| Egyesült Államok        | 2–3               | Brazília                       |
| ----------------------- | ----------------- | ------------------------------ |
| Dempsey 10' Donovan 27' | (2–0) Jegyzőkönyv | Luís Fabiano 46' 74' Lúcio 84' |

| Coca-Cola Park, Johannesburg Nézőszám: 52 291 Játékvezető: Martin Hansson (svéd) |

| Egyesült Államok | Brazília |

| EGYESÜLT ÁLLAMOK:    |    |                    |     |     |
|                      |    |                    |     |     |
| GK                   | 1  | Tim Howard         |     |     |
| RB                   | 21 | Jonathan Spector   |     |     |
| CB                   | 5  | Oguchi Onyewu      |     |     |
| CB                   | 15 | Jay DeMerit        |     |     |
| LB                   | 3  | Carlos Bocanegra   | 19' |     |
| CM                   | 13 | Ricardo Clark      |     | 88' |
| CM                   | 22 | Benny Feilhaber    |     | 75' |
| RW                   | 8  | Clint Dempsey      |     |     |
| LW                   | 10 | Landon Donovan     |     |     |
| SS                   | 17 | Jozy Altidore      |     | 75' |
| CF                   | 9  | Charlie Davies     |     |     |
| Cserék:              |    |                    |     |     |
| DF                   | 2  | Jonathan Bornstein |     | 75' |
| MF                   | 16 | Sacha Kljestan     |     | 75' |
| FW                   | 4  | Conor Casey        |     | 88' |
| Szövetségi kapitány: |    |                    |     |     |
| Bob Bradley          |    |                    |     |     |

| BRAZÍLIA:            |    |                |     |     |
|                      |    |                |     |     |
| GK                   | 1  | Júlio César    |     |     |
| RB                   | 2  | Maicon         |     |     |
| CB                   | 3  | Lúcio          | 69' |     |
| CB                   | 14 | Luisão         |     |     |
| LB                   | 16 | André Santos   | 36' | 66' |
| DM                   | 8  | Gilberto Silva |     |     |
| DM                   | 5  | Felipe Melo    | 25' |     |
| RM                   | 18 | Ramires        |     | 67' |
| AM                   | 10 | Kaká           |     |     |
| SS                   | 11 | Robinho        |     |     |
| CF                   | 9  | Luís Fabiano   |     |     |
| Cserék:              |    |                |     |     |
| DF                   | 13 | Daniel Alves   |     | 66' |
| MF                   | 7  | Elano          |     | 67' |
| Szövetségi kapitány: |    |                |     |     |
| Dunga                |    |                |     |     |

| A mérkőzés játékosa: Kaká Asszisztensek: Henrik Andrén Fredrik Nilsson Negyedik játékvezető: Benito Archundia Ötödik játékvezető: Héctor Vergara |

| A 2009-es konföderációs kupa győztese |
| ------------------------------------- |
| BRAZÍLIA 3. cím                       |